# La estatua de sal
La estatua de sal es una obra autobiográfica del escritor mexicano Salvador Novo, escrita hacia 1945-1946 y publicada póstumamente en 1998. El escrito es un recuento de memorias personales, de las experiencias sexuales del autor y de la vida homosexual de la Ciudad de México hacia las décadas de 1910 y 1920.
Carlos Monsiváis señala que el texto carece de antecedentes en América Latina y es el primer texto autobiográfico gay en México.

## Historia
En las memorias de Novo al estilo de diario recogidas en La vida en México en el periodo presidencial de Adolfo Ruiz Cortines, se da cuenta, por primera vez y de manera breve, de La Estatua de Sal, en una anotación de 1953, donde el escritor realiza alguna mención de un escrito autobiográfico que había interrumpido seis años atrás, lo que ubica el origen de las mismas hacia la mitad de la década de los 40. Más adelante, en una anotación del 26 de junio de 1954, menciona aquellas memorias por su título como parte de algunos documentos almacenados y pendientes albergados en el estudio de jardín de su casa en Coyoacán:

"¡Cuantas carpetas, cuántos sobres, cuántos papeles congelados, detenidos, suspensos! Un poema interrumpido, el boceto de una obra, una traducción a medias —y las primeras setenta y ocho páginas de aquellas memorias— "La estatua de sal" — que estaba escribiendo fervorosamente cuando hace ya más de siete años vino una tarde Carlos Chávez [...]" 

El manuscrito fue entregado al editor Guillermo Rousset Banda, quien había editado previamente antologías poéticas de Novo sin embargo, durante veinte años el proyecto no se llevó a cabo. Tras la muerte de Novo, en 1974, sus documentos, así como sus derechos de autor, pasaron a su sobrino Antonio López, heredero del poeta, quien no realizó ningún esfuerzo porque la obra saliera a la luz como una obra completa.
Mientras tanto, pequeñas fracciones del texto circularon en algunas publicaciones. En español, algunas porciones bajo el título de "Memorias" fueron publicadas en Política Sexual: Cuadernos del Frente Homosexual de Acción Revolucionaria, en 1979; y en Nuestro cuerpo. En inglés, Gay Sunshine Press publicó un fragmento titulado "Memoir" como parte de la obra antológica Now the Volcano. An Anthology of Latin American Gay Literature, en 1979.
Al final, el texto no fue publicado íntegro sino hasta 1996 cuando Guillermo Rousset Banda entregó el manuscrito a la Dirección General de Publicaciones de CONACULTA para que lo incluyeran en la serie Memorias mexicanas que ese año había comenzado a publicar los diarios de Novo en la colección La vida en México.
Así, la primera edición de La estatua de sal fue publicada en 1998 auspiciada por CONACULTA y prologada por Carlos Monsiváis. Este último autor, comenta sobre esta edición como un hito en la visibilidad de la homosexualidad en México en estos términos:

«Al publicar estas memorias una editorial del Estado mexicano, se evidenciaron los grandes avances de la tolerancia y la incorporación al patrimonio de la literatura canónica de libros hasta hace poco consideros "impublicables".»

## Contenido
La obra es un recuento de las memorias de juventud de Novo desde su nacimiento en Ciudad de México e infancia en Torreón, Coahuila, hasta sus andanzas en sus veinte, con especial énfasis en su vida sexual y descripciones explícitas de sus encuentros íntimos con otros hombres. Monsiváis ha puesto de relieve la influencia del psicoanálisis freudiano en estas memorias.
Son destacables sus descripciones del ambiente gay de la Ciudad de México a principios del siglo XX, que circunscribía la práctica sexual de esta población a lugares específicos y con códigos identificados: «Novo, sin proponérselo, ofrece por medio de su autobiografía un urbanismo homoerótico, y proporciona los elementos necesarios para descubrir los códigos de construcción de la identidad del homosexual en la ciudad de México de 1917 a 1921.»